# Corps des cadets de la marine des États-Unis
Le Corps des cadets de la marine des États-Unis est une jeunesse organisation agréée par le Congrès et parrainée par la Marine américaine et les Garde-côtes américains. Le Corps des Cadets de la Marine des États-Unis a été créé en 1958 par la Ligue navale des États-Unis, à la demande du Département de la Marine. Les cadets de la marine portent des uniformes de la marine américaine ornés des insignes officiels de l'organisation, participent à des exercices mensuels et à une formation de recrues, et peuvent obtenir un grade d'enrôlement avancé (Enrôlé-3) dans la marine américaine; cependant, leur participation ne les oblige en rien à s'enrôler dans l'armée,.